# Muxe

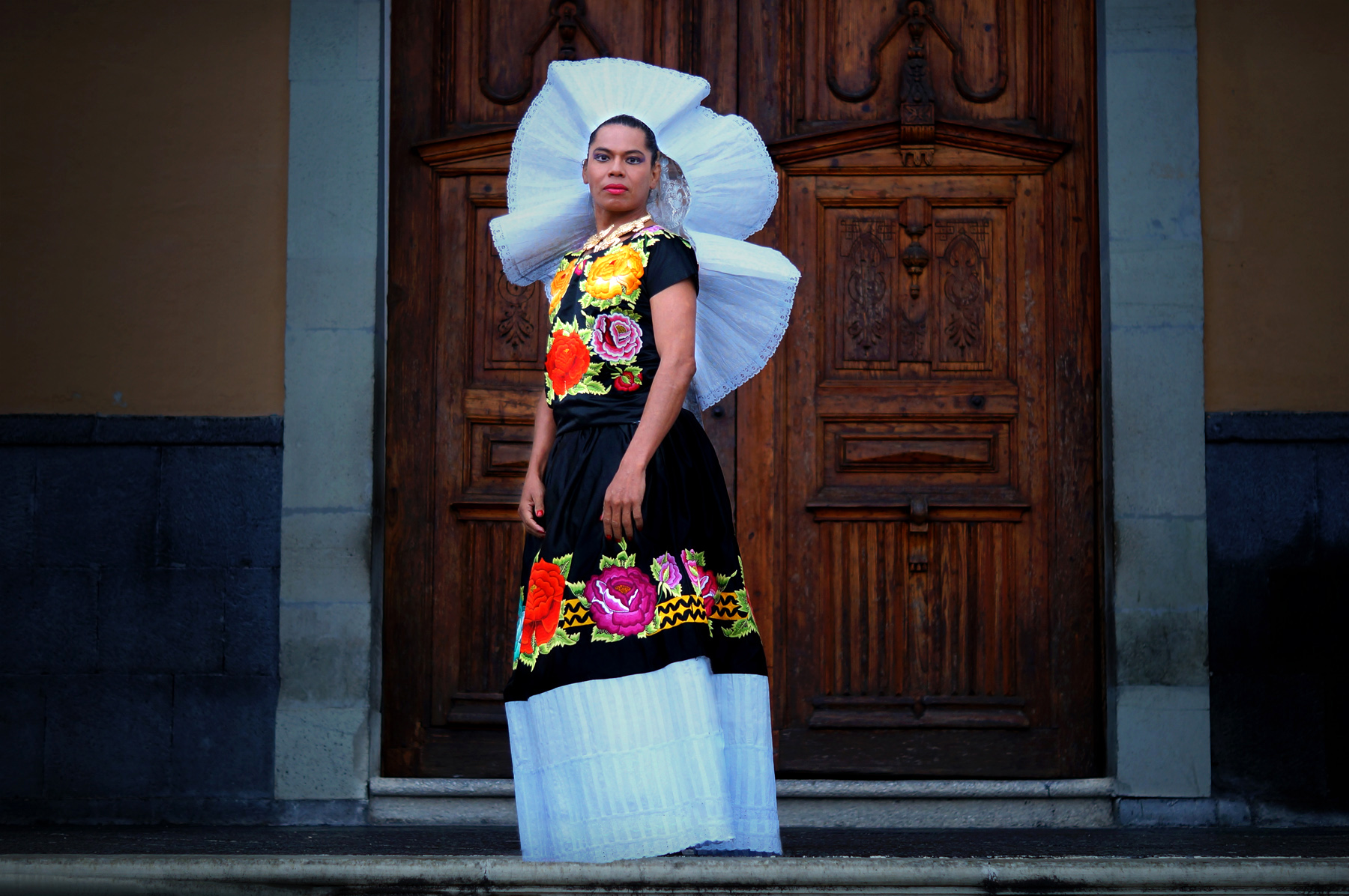
Lukas Avendaño, artiste muxe à Tehuantepec.

Un muxe (également orthographié muxhe; prononcé : [muʃeʔ]), dans la culture des Zapotèques de l'État de Oaxaca situé dans le sud de l'actuel Mexique, est une personne de sexe masculin qui adopte les vêtements et comportements associés au genre féminin.

## Origine
Les Zapotèques occupaient une position particulière en Mésoamérique car leur civilisation est considérée comme l'une des plus anciennes et des plus avancées. Certains des premiers exemples de grandes architectures sur ce continent ont été conçus et érigés par eux.
La tradition du troisième sexe chez les Zapotèques remonte à l’époque précolombienne et est attestée par des chroniqueurs du XVIIe siècle.
Il convient de noter que le noyau de la culture zapotèque était l'unité familiale organisée dans un système similaire au matriarcat. Les hommes étaient chargés de chasser, de cultiver la terre et de prendre des décisions politiques tandis que les femmes contrôlaient les décisions commerciales et économiques. Un muxe peut participer aux décisions habituellement réservées aux femmes de la famille.
Le mot vient du mot espagnol mujer emprunté au XVIe siècle et signifie femme.

## Nombres
Une étude de 1974 estime que 6% des hommes des Isthmes de la communauté Zapotèque au début des années 1970 étaient muxes. Les muxes appartiennent généralement aux classes les plus pauvres de la société.
Ils sont socialement acceptés comme un genre supplémentaire, voire valorisés (existence de concours de muxes). D'autres communautés zapotèques ont des  "troisième genre" similaires, tels que la biza’ah de Teotitlán del Valle et les Hijras en Inde.

## Types de muxe
Un muxe peut être vestidas (porter des vêtements féminins) ou pintadas (porter des vêtements masculins et du maquillage).
Il a été suggéré que, bien que le système de trois  genres soit antérieure à la colonisation espagnole, le phénomène des muxes vestidas est assez récent. Il a commencé dans les années 1950 et a gagné en popularité jusqu'à ce que presque toute la jeune génération de muxe d'aujourd'hui soit vestidas.

## Enfance
Dès leur enfance, les muxes adoptent manières, occupations et maquillage féminins et parfois aussi des habits féminins. Par la suite, ils assument les rôles et fonctions stéréotypés comme féminins (ménage, certains métiers, soins aux parents...). Si une étude anthropologique montre une vocation précoce des muxes à être des femmes, l’influence de la famille ne doit pas être négligée dans la mesure où, dans les familles sans filles, le dernier enfant est souvent appelé à jouer le rôle d’une fille, restant chez ses parents et veillant sur eux, il est alors considéré comme « le meilleur des fils ».
Dans certains cas, quand les mères manquent de filles et qu'un enfant mâle n'exprime pas l'agressivité "naturelle" des garçons, elle l'élève en favorisant une série de comportements attribués socialement aux filles. Pour cette raison, il n'est pas rare de voir des muxes de moins de 10 ans accompagner leur mère au marché pour vendre ou apprendre d'elle à broder.

## Activités
Selon l'anthropologue Lynn Stephen, un muxe "peut faire les travaux de femme tels que la broderie ou la décoration des autels de la maison, et des travaux d'homme tel que la fabrication de bijoux",.
Les muxes exercent des fonctions socialement reconnues et prestigieuses au sein de la famille et de la communauté, comme prendre soin des enfants, des personnes âgées, nettoyer, cuisiner et s'occuper de leurs parents dans la vieillesse, qui les considèrent comme donneur d'attention dans de nombreux cas. Quand la grand-mère ou la mère meurt, ils héritent de leur autorité morale devenant l'élément unificateur de la famille.
Traditionnellement, certains muxes avaient aussi le rôle d'initier sexuellement les garçons adolescents, car il n'était pas socialement accepté que les filles perdent leur virginité avant leur mariage.
Ces personnes sont également plus susceptibles d'être "mise au placard". Malgré cela, les muxes ont traditionnellement été considérés comme porte-bonheur et d'une plus grande valeur que les femmes, et ils ont maintenant des emplois de col blanc ou sont impliqués dans la politique.

## Acceptation

### Philosophie
Dans un article publié en 1995, l'anthropologue Beverly Chiñas  explique que dans la culture zapotèque, "l'idée de choisir son genre ou son orientation sexuelle est aussi absurde que de suggérer que l'on puisse choisir sa couleur de peau." La plupart des gens considèrent leur genre comme quelque chose que Dieu leur a donné (que ce soit un homme, une femme ou un muxe ), et peu de gens désirent une chirurgie génitale.

### Mosaïque de degré tolérance
Dans la culture zapotèque contemporaine, les rapports varient quant à leur statut social. Les muxes dans les communautés villageoises ne doit pas être dénigré et est hautement respecté; tandis que dans les villes plus grandes et plus occidentalisées ils peuvent faire face à une certaine discrimination, en particulier venant des hommes en raison de l'homophobie introduite par le catholicisme.
Contrairement à la culture métisse majoritaire au Mexique, l'isthme de Oaxaca a une population majoritairement zapotèque, et il est largement rapporté qu'il y a moins d'hostilité envers les muxes dans cette région qu'envers les homosexuels, les hommes efféminés et les femmes trans des autres régions du pays.
Ils ne souffrent généralement pas de dysphorie de genre parce que la transphobie est une attitude rare dans leur culture. Généralement, les gens les acceptent et leur genre est reconnu par leurs vêtements. Il n'y a pas autant de pression à "passer" que dans les sociétés occidentales.

### Famille
Dans une famille traditionnelle, le muxe est souvent considéré par sa mère comme "le meilleur de ses fils" puisque le fils muxe n'abandonne jamais ses parents dans les moments difficiles de la vie : la vieillesse et la maladie.
Contrairement aux fils hétérosexuels qui se marient et forment une autre unité familiale qui a besoin de soins, le fils muxe reste à la maison ou y est rappelé au besoin. Pour cette raison, les muxes représentent à la fois une sécurité économique et un soutien moral pour leur mère, surtout lorsqu'elles se retrouvent seules à la vieillesse, soit parce qu'elles sont veuves, soit parce que l'homme est parti avec une autre femme plus jeune ou parce qu'elles décident elles-mêmes la séparation.

### Perception du lien avec l'homosexualité
Si certains muxes se marient et ont des enfants, d'autres préfèrent choisir un homme comme partenaire.
De nos jours, les muxes forment souvent des couples temporaires avec d'autres hommes, les relations stables à long terme ne sont pas très courantes et il est extrêmement rare qu'ils se mettent en couple avec des femmes.
Lynn Stephen écrit: « Les hommes muxe ne sont pas considérés comme des "homosexuels", mais constituent une catégorie distincte basée sur les attributs de genre: les gens les perçoivent comme ayant des corps physiques d'hommes mais des compétences esthétiques, professionnelles et sociales différentes de la plupart des hommes; qui ont certains attributs des femmes ou combinent celles des hommes et des femmes. » S'ils choisissent les hommes en tant que partenaires sexuels, ces hommes (connu sous le nom mayate) ne sont pas nécessairement considérés comme homosexuels.
La variance de genre et le désir pour des personnes de même sexe sont plus susceptibles de suivre la taxonomie occidentale  des gays, bisexuels et transgenres dans les communautés plus riches de la région.

## Fête deLa vela de las Auténticas Intrépidas Buscadoras de Peligro

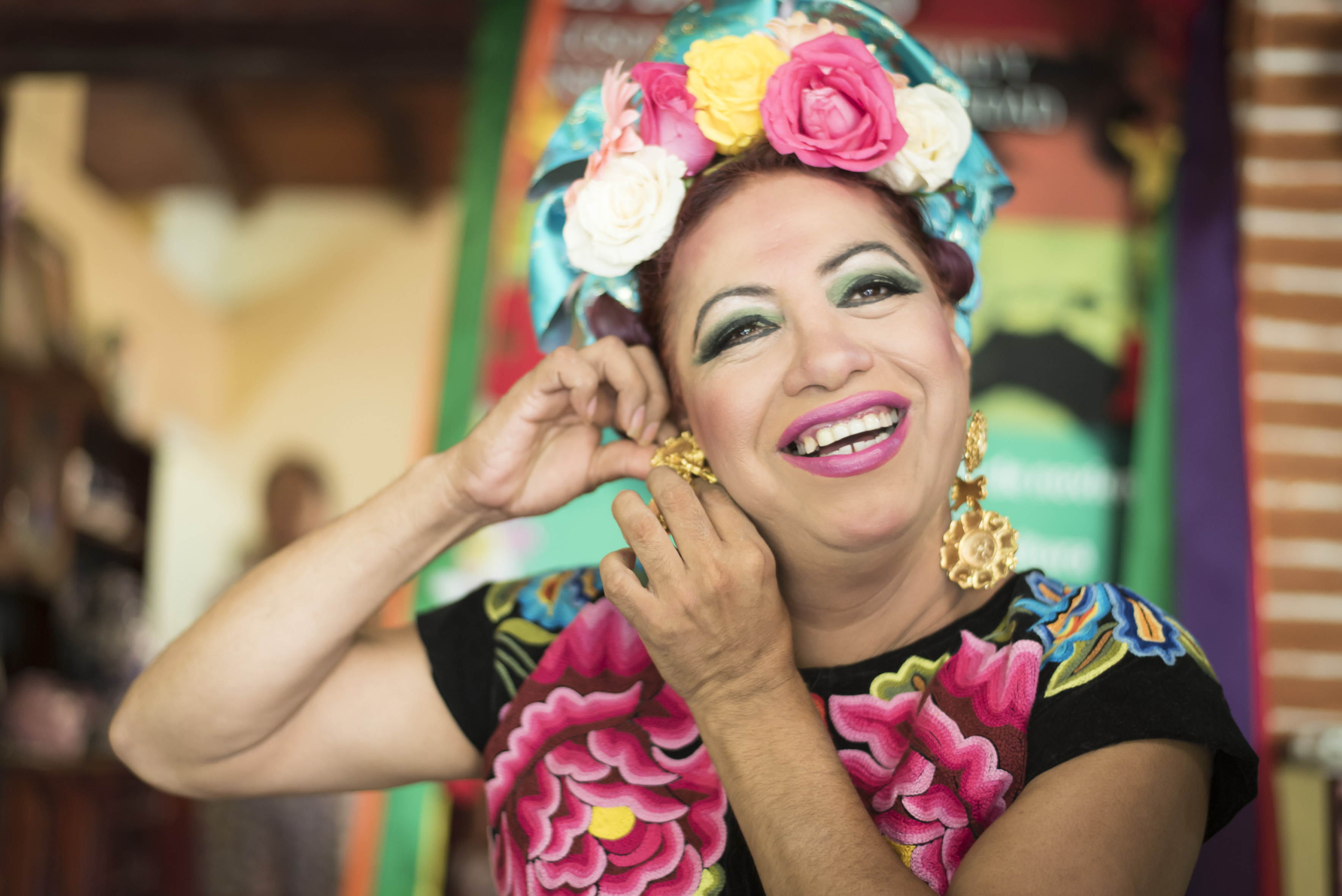
Activiste Muxe, président du groupe Muxe Las Auténticas Intrépidas Buscadoras del Peligro Photo : Miho Hagino

Les bougies sont des célébrations pré-hispaniques qui ont lieu dans la région de l'isthme de Tehuantepec, dans l'État d'Oaxaca, où les gens mangent, boivent et dansent. Les muxes ont une telle présence sociale à Juchitán qu'ils ont leur propre festival, appelé Vela de las Auténticas Intrépidas Buscadoras del Peligro.

### Origine
Apparu autour des années 1970 comme une rencontre entre amis avec un militantisme commun dans le Parti Révolutionnaire Institutionnel, aujourd'hui il est réalisé sans connotations politiques et avec la communauté entière, étant un exemple clair de la possibilité d'intégrer la diversité de genre dans la vie quotidienne de la société d'Oaxaca.

### Impact
Cette fête a introduit le spectacle de travesti auprès de la population zapotèque, importé du centre de la république, et qui est maintenant bien accepté dans diverses festivités. Même qu'en juillet 2014, une bougie muxe a eu lieu à Mexico, et en novembre 2013 à Los Angeles aux États-Unis.

### Littérature
Dans le domaine de la littérature, la fête de l'Auténticas Intrépidas Buscadoras de Peligro est mentionnée et utilisée comme une étape dans le roman Bilopayoo Funk de l'écrivain Ricardo Cartas Figueroa. L'auteur décrit un groupe de personnages qui s'appellent eux-mêmes "Las Auténticas Intrépidas Buscadoras de Peligror", des muxes qui sont chargés de protéger le protagoniste de l'œuvre pendant un certain temps.
Dans ce groupe est Amaranta, un muxe qui est clairement une allusion à Amaranta Gómez Regalado : « Son vrai nom est Jorge, presque personne ne s'en souvient, mais moi oui. Il n'a jamais voulu servir dans la maison comme nous; il prend soin de sa mère, mais à sa manière. Il marche pour nourrir les gens, quand il ne marche pas contre l'homophobie, il fait un atelier pour prévenir le VIH, ça a toujours été très émouvant »

### Documentaire
En 2005, la réalisatrice mexicaine  Alejandra Islas  a tourné un documentaire à Juchitán de Zaragoza intitulé "Muxes: Auténticas, intrépidas y buscadoras de peligro" qu'a été bien accueilli dans plusieurs festivals internationaux.
Après la première du documentaire, la station de télévision de Juchitán a montré des débats sur le droit des muxes à porter les vêtements traditionnels, et si ceci implique qu'ils doivent être traités comme les femmes pendant les festivités des bougies du village. Après le débat, l'ouverture de la discussion sur les questions sexuelles a conduit à des campagnes d'information continues à Juchitán sur la sexualité, la prévention des maladies de transmission sexuelle et la prévention des grossesses non désirées chez les jeunes.

## Personnalités muxes éminentes

### Gómez Regalado
En 2003, le muxe de 25 ans Amaranta Gómez Regalado de Juchitán de Zaragoza acquiert une notoriété internationale en tant que candidat du congrès pour le parti México Posible lors des  élections de l'état d'Oaxaca,.
Son programme large inclut la décriminalisation de la marijuana et de l'avortement,.
Gomez Regalado continue en 2007 à participer à plusieurs projets pour la communauté LGBT. Il est également membre du Comité d'État contre l'homophobie, qui, à partir de 2008, tente de faire du 17 mai la Journée nationale contre l'homophobie.

### Lukas Avendaño
Lukas Avendaño est un artiste performeur mexicain dont les récents travaux constitue une intervention performative queer des représentations nationalistes mexicaines, en particulier celle des femmes Zapothèques de Tehuana.
Avendaño incarne l'identité complexe des muxes, ou des hommes homosexuels de l'Isthme de Tehuantepec où il est né. Ses performances mêlent les  danses rituelles avec des passages autobiographiques et des actions qui impliquent des spectateurs, afin de défier l'opinion largement répandue d'une culture indigène gay-friendly et de montrer l'existence de vies qui négocient entre la douleur et la solitude avec l'auto-affirmation d'une fierté.

### Isa Noyola
Activiste trans-latino américaine basée à San Francisco, s'identifie comme « muxerista ».

### Vidéos liées
- ExandasDocs. "Muxes of Juchitán". Durée 9:47. YouTube.com, 4 septembre 2007.
- CNN.com. "The Muxes of Mexico - Part 1". Durée 8:38, 11 mai 2010.
- CNN.com. "The Muxes of Mexico - Part 2". Durée 8:13, 11 mai 2010.
- CNN.com. "The Muxes of Mexico - Part 3". Durée 6:31, 11 mai 2010.
- vice.com. "OAXACA'S THIRD GENDER". Durée 22:21, 9 juillet 2013.
- The Guardian Muxes. octobre 2017.